# استرلتسکویه
استرلتسکویه (انگلیسی: Streletskoye) یک شهرک در بخش بلگورودسکی استان بلگورود کشور روسیه است.